# Lingao
Lingao, tajski narod jezične podskupine be, šire skupine Be-Tai, naseljen na sjevernoj obali južnokineskog otoka Hainan. Ovaj ribarski narod broji 600,000 ljudi (2000 Liang Min), od kojih većina od 350,000 govori dijalektom lincheng, a 170,000 dijalektom qiongshan. Iako su tajski narod Kina ih politički službeno tretira kao dio nacionalnosti Han. Narod Lingao moguće da je porijeklom od onih Žuana (Zhuang) koji su sa susjednog kineskog kopna migrirali na otok Hainan. religija im je animizam.